# Hedychium parvibracteatum
Hedychium parvibracteatum är en enhjärtbladig växtart som beskrevs av Te Li Wu och Sen Jen Chen. Hedychium parvibracteatum ingår i släktet Hedychium och familjen Zingiberaceae. Inga underarter finns listade i Catalogue of Life.